# August Zehender
August Zehender (28 de abril de 1903 - 11 de febrero de 1945) fue un comandante alemán de la SS durante la era nazi. Dirigió la División SS María Teresa durante la II Guerra Mundial y se le concedió la Cruz de Caballero de la Cruz de Hierro con Hojas de Roble.
Zehender fue destinado al SS-Verfügungstruppe en 1935 (con número de partido del NSDAP 4.263.133 y número de servicio de las SS 224.219). Se le dio el mando de un batallón de motocicletas en la División SS Das Reich. Al final de junio de 1941, Zehender fue herido en el frente oriental en Losza. Después de su recuperación fue destinado a la Brigada de Caballería SS. En la primavera de 1944, se le dio el mando de la División SS María Teresa, con la que luchó en Budapest. 
Murió en combate el 11 de febrero de 1945 en Budapest.

## Condecoraciones
- Cruz Alemana en Oro el 16 de octubre de 1942 como SS-Sturmbannführer en el SS-Kavallerie-Regiment 2[2]
- Cruz de Caballero de la Cruz de Hierro con Hojas de Roble
  - Cruz de Caballero el 10 de marzo de 1943 como SS-Obersturmbannführer y comandante del SS-Kavallerie-Regiment 2.[3]
  - 722ª Hojas de Roble el 1 de febrero de 1945 como SS-Brigadeführer y comandante de la 22. SS-Freiwilligen-Kavallerie-Division "Maria Theresia"[3]